# Saint-Ouen-d'Aunis
Saint-Ouen-d'Aunis is een gemeente in het Franse departement Charente-Maritime (regio Nouvelle-Aquitaine). De plaats maakt deel uit van het arrondissement La Rochelle. Saint-Ouen-d'Aunis telde op 1 januari 2022 2.133 inwoners.

## Geografie
De oppervlakte van Saint-Ouen-d'Aunis bedroeg op 1 januari 2022 8,82 vierkante kilometer; de bevolkingsdichtheid was toen 241,8 inwoners per km².
De onderstaande kaart toont de ligging van Saint-Ouen-d'Aunis met de belangrijkste infrastructuur en aangrenzende gemeenten.

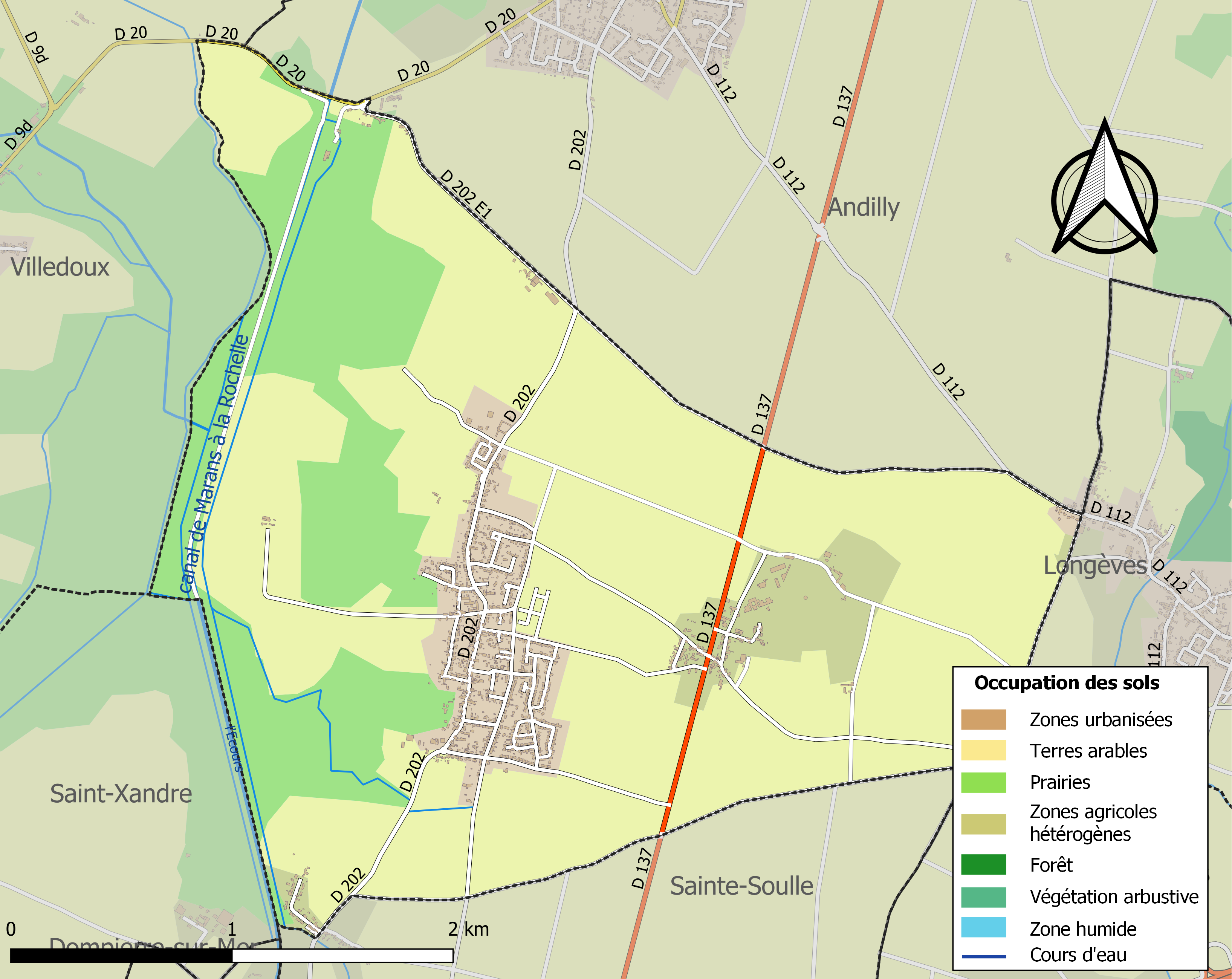

## Demografie
Onderstaande figuur toont het verloop van het inwonertal (bron: INSEE-tellingen).